# 아바시리호
아바시리 호(일본어: 網走湖 아바시리코[*])는 홋카이도 아바시리시, 아바시리 군 오조라정에 걸쳐 있는 호수이다. 아바시리 국정공원에 속해 있다.

## 지리
홋카이도 동북부에 위치해 있으며 아바시리 강, 메만베쓰 강 등이 유입되 다시 북동쪽으로 빠지는 아바시리 강으로 흘러 오호츠크해로 빠져나간다. 호수 동쪽에는 요비토 반도가 돌출되어 있다.
호면의 표고는 0m로 만조시 해수가 역류하기 때문에 호수 밑바닥에는 염분 농도가 높아 무산소층을 이루고 있다. 강수량이 많은 시기에는 호면이 해수보다 높아 역수현상이 감소해 호수 밑바닥의 무산소층이 얕아진다.
특히 1920년대에는 지역의 강수량이 지금보다 100mm정도 많아 아바시리 호를 담수호로 불러도 상관이 없는 상태였지만, 현재는 기수호이다. 오히려 강수량이 적은 해에는 무산소층이 확산되어 빙어 등의 어류가 호면 가까이 올라와 풍어를 이루기도 한다.
- 유입하천 : 아바시리 강, 메만베쓰 강, 도맛푸 강, 사라카오마키킨 강
- 유출하천 : 아바시리 강

## 생태
습지에는 오리나무, 물파초 군락지가 넓게 펼쳐 있고, 특히 오조라 정과 가까운 지역은 메만베쓰 습성식물군락으로서 천연기념물에 지정되어 있다.
주변 숲은 왜가리 번식지로 알려져 있고, 아바시리 강이 흘러 가는 동쪽에는 높이 207m의 덴토 산이 자리잡고 있다. 덴토 산정에서는 아바시리 호뿐만 아니라 멀리 오호츠크해와 노토로호를 조망할 수 있다.
동절기에는 호수가 결빙되어 빙어 낚시객으로 붐빈다. 또, 양식 어업도 활발하여 1928년 모코토 호에서 도입한 참재첩 이외에도 빙어, 잉어, 붕어 등을 양식하고 연어, 송어의 부화사업도 시행되고 있다. 그 밖에도 뱅어 등도 잡히고 있다.